# Olga Maxmiliánovna Fišerová
Olga Maxmiliánovna Fišerová (23. dubna 1889 Baku – po 1940?) byla rusko-česká lékařka, gynekoložka a patoložka; devátá promovaná doktorka medicíny v Čechách, historicky jedenáctá promovaná česká lékařka.

## Život

### Mládí a studia
Narodila se v Baku na tehdejším území Ruského impéria (později hlavní město Ázerbájdžánu) do rodiny Maxmiliána šlechtice Fišera, zdejšího českého imigranta. Po absolvování základního vzdělání vystudovala soukromě klasické chlapecké gymnázium v Tiflisu (Tbilisi v pozdější Gruzii), na kterém byla, jako jedna z prvních dívek v Rusku, v šestnácti letech připuštěna k maturitě, kterou složila s vyznamenáním. Jelikož byla příliš mladá, aby nastoupila na univerzitu, absolvovala dvouroční kurs na tifliském gynekologickém institutu, rovněž s vyznamenáním.
Následně začala roku 1907 studovat medicínu na české lékařské fakultě Karlo-Ferdinandovy univerzity v Praze. Až do roku 1900 přitom mohly dívky v Rakousku-Uhersku docházet na přednášky na hospitační studium (bez statutu řádné posluchačky); v roce 1900 bylo novým zákonem dívkám umožněno skládat zkoušky za celou dosavadní dobu studia. Po úspěšně složených rigorózních zkouškách byla, spolu se svým bratrem Evženem, povýšena 1. března 1913 na doktora lékařství. Její promoce byla pozoruhodnou tím, že byla společně odbývána spolu promocí bratra, ale také tím, že se jednalo o de facto první ženu-cizinku (úředně) absolvující studium na české univerzitě, se zvláštním svolením ministerstva. Stala se tak teprve osmou v Čechách vystudovanou lékařkou, jako první zde titul získala roku 1902 medička Anna Honzáková.

### Lékařkou
Následně se navrátila do Ruského impéria, kde začala působit jako jedna z prvních ženských lékařek. Po ukončení lékařských nostritikačních státních zkoušek v Oděse pokračovala ve studiu patologické anatomie v ústav prof. Hlavy. Účastnila se lékařské pomoci při bojích tzv. druhé balkánské války, za kteréžto vojenské zásluhy byla vyznamenána černohorským králem stříbrnou medailí.
V období tzv. první republiky působila jako praktická lékařka v Praze.